# Alfredo Bryce
Alfredo Bryce Echenique (n. 19 februarie 1939, Lima, Peru) este un scriitor peruan. 

## Începuturi
Bryce s-a născut dintr-o familie peruviană, fiiind al treilea fiu și al patrulea dintre cei cinci copii ai [[bancă bancherului Francisco Bryce Arróspide și soției sale, Elena Echenique Basombrío, nepoata fostului președinte José Rufino Echenique. 
Bryce a studiat învățământul elementar la școala Inmaculado Corazón, și liceul la școala Santa María și Colegiul Saint Paul din Lima. La dorința familiei sale, Bryce Echenique a studiat dreptul la Universitatea Națională din San Marcos până în 1964. Interesul său literar a predominat și astfel, la scurt timp după aceea, a finalizat un curs de studiu paralel în literatură cu o teză despre Ernest Hemingway. În 1988 a adoptat cetățenia spaniolă, fără a o pierde pe cea peruviană.

## Cariera literară
A primit o subvenție din partea guvernului francez, la fel ca mulți alți autori latino-americani, ajungând astfel la Paris în perioada de boom. La Sorbona a studiat literatura franceză clasică și modernă și apoi a predat la diferite școli și universități franceze. 
Prima sa carte, Huerto Cerrado, publicată în 1968, a fost finalistă a premiului literar Casa de las Américas acordat în Cuba și este o colecție de nuvele scrise în diferite stiluri și puncte de vedere despre un tânăr protagonist Manolo, membru al clasei superioare din Lima, pe măsură ce a până  la înplinirea a 50 de ani. Acesta a fost urmat de primul său roman, Un Mundo para Julius, publicat în 1970, care a devenit un mare succes și contează astăzi ca unul dintre romanele clasice ale literaturii latino-americane. Romanul, tradus de atunci în peste zece limbi, spune povestea unui băiat care crește ca cel mai tânăr dintre cei patru copii ai unei familii bogate, din clasa superioară din Peru. Deși Julius aparține de fapt claselor conducătoare, el simte o legătură mai puternică cu slujitorii care îl înconjoară și acest lucru îl aduce în conflict cu familia sa. Cu o ironie, autorul expune, prin ochii unui copil, marile diferențe sociale din societatea peruană. 

## Succese recente
Un mundo para Julius marchează pentru Bryce Echenique începutul unei cariere literare extrem de productive, în care a scris până astăzi aproape douăzeci de romane și volume de povești. 
„Sunt autorul celei de-a doua jumătăți a secolului XX”. În ciuda acestei declarații și a apropierii sale spațiale și temporale față de alți autori latino-americani ai generației de boom, Bryce Echenique păstrează o distanță conștientă față de colegii săi, pe care îi numește uneori drept „nouveau riche”. Că stilul său, după cum spunea un critic, corespunde mai mult unui realism ironic decât unuia magic, este demonstrat și de autor într-unul din ultimele sale romane: La amigdalitis de Tarzán din 1999. În mare parte sub formă de scrisori, romanul relatează povestea relației romantice interzise între un trubadur peruvian sărac și fiica unei influente familii salvadorene. 
La fel ca eroii săi, Alfredo Bryce Echenique a trăit și el zeci de ani departe de orașul natal Lima, la care s-a întors abia în 1999. De asemenea, în acel an i s-a acordat un titlu onorific de către Universidad Nacional Mayor de San Marcos. 

### Romane
- Un mundo para Julius (English version: A world for Julius), 1970
- Tantas veces Pedro, 1977
- La vida exagerada de Martín Romaña, 1981
- El hombre que hablaba de Octavia Cádiz, 1985 (Along with the last forms a diptych called: Cuaderno de navegación en un sillón voltaire)
- La última mudanza de Felipe Carrillo, 1988
- Dos señoras conversan (thee novelettes), 1990
- No me esperen en Abril, 1995
- Reo de Nocturnidad, 1997
- La Amigdalitis de Tarzán (English version: Tarzan's Tonsillitis, an epistolary novel), 1998
- El huerto de mi amada, 2002 (Winner in 2002 of the Planet Award)

### Povestiri
- Huerto Cerrado, 1968
- La felicidad, ja ja, 1974
- Magdalena peruana y otros cuentos, 1988
- Guía triste de París (English version: A sad tour of Paris), 1999

### Cronici
- A vuelo de buen cubero, 1977
- Crónicas personales, 1998
- A trancas y barrancas, 1996
- Crónicas perdidas, 2001
- Doce cartas a dos amigos, 2003

### Memorii
- Permiso para vivir - Antimemorias I, 1993
- Permiso para Sentir - Antimemorias II, 2005

### Eseuri
- Entre la soledad y el amor, 2005